# Spondylus squamosus
Spondylus squamosus is een tweekleppigensoort uit de familie van de Spondylidae. De wetenschappelijke naam van de soort werd in 1793 voor het eerst geldig gepubliceerd door Karl Franz Anton von Schreibers.
Rechter en linker klep van hetzelfde exemplaar:

Rechter klep
Linker klep